# Triolo
A Triolo egy folyó Olaszország Puglia régiójában. Két ága a Dauniai-szubappenninekből ered. A Capacchione a Monte Fiumaturo (873 m) lejtőin ered, míg a Pozzo Nuovo a Monte Stillo (441 m) lejtőin. A két ág Terraniolo mellett egyesül. A folyó átszeli a Tavoliere delle Puglie síkságot, majd a Candelaróba ömlik Ponte di Villanova mellett.